# Alexandra von Griechenland
Alexandra von Griechenland (* 25. März 1921 in Athen, Griechenland; † 30. Januar 1993 in East Sussex, England) war seit 1944 die Ehefrau von König Peter II. von Jugoslawien und somit für ein Jahr Königin von Jugoslawien im Exil.

## Leben
Alexandra kam am 25. März 1921 zur Welt, als ihr Vater König Alexander I. von Griechenland bereits tot war. Da ihre Mutter Aspasia Manos dem altgriechischen Adel angehörte, hatte sie als einziges Mitglied der griechischen Königlichen Familie direkte griechische Vorfahren.
Infolge von Feindseligkeiten zwischen ihrem Vater, dem beim Volk sehr beliebten König Alexander I., und dessen deutschfreundlichem Vater Konstantin I. sowie fortdauernden Anfeindungen gegen ihre Mutter wurde sie von Teilen der königlichen Familie gemieden.
Am 20. März 1944 heiratete sie König Peter II. von Jugoslawien im Exil in London. Bereits ein Jahr später gebar sie am 17. Juli 1945 ihr einziges Kind, den Kronprinzen Alexander von Jugoslawien, in der Suite 212 im Londoner Claridge Hotel. Nach dem Ende des Zweiten Weltkriegs wurde Peter II. noch im englischen Exil abgesetzt, dankte jedoch nie ab.
Sie starb am 30. Januar 1993 in England und wurde zunächst auf dem Friedhof der griechischen Königsfamilie in Tatoi beerdigt. Im Mai 2013 wurde sie exhumiert und ihre Gebeine nach Serbien überführt, wo sie seitdem an der Seite ihres Mannes in der königlichen Gruft der Kirche des Heiligen Georg auf dem Oplenac ruht. Die Beisetzung der Gebeine von Alexandra und Peter II. fand am 26. Mai 2013 statt.

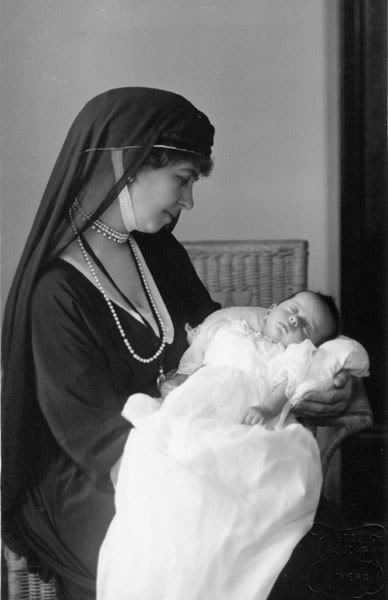
Prinzessin Alexandra als Säugling in den Armen ihrer Großmutter Sophie von Preußen (1921)
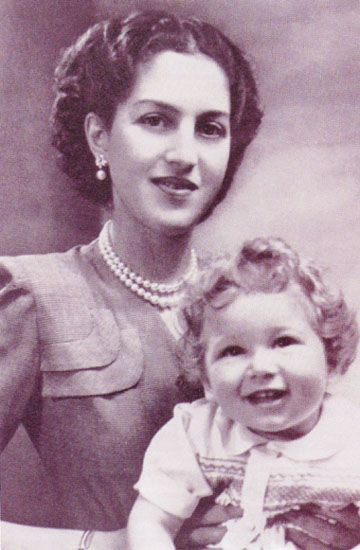
Alexandra mit ihrem Sohn (um 1946)
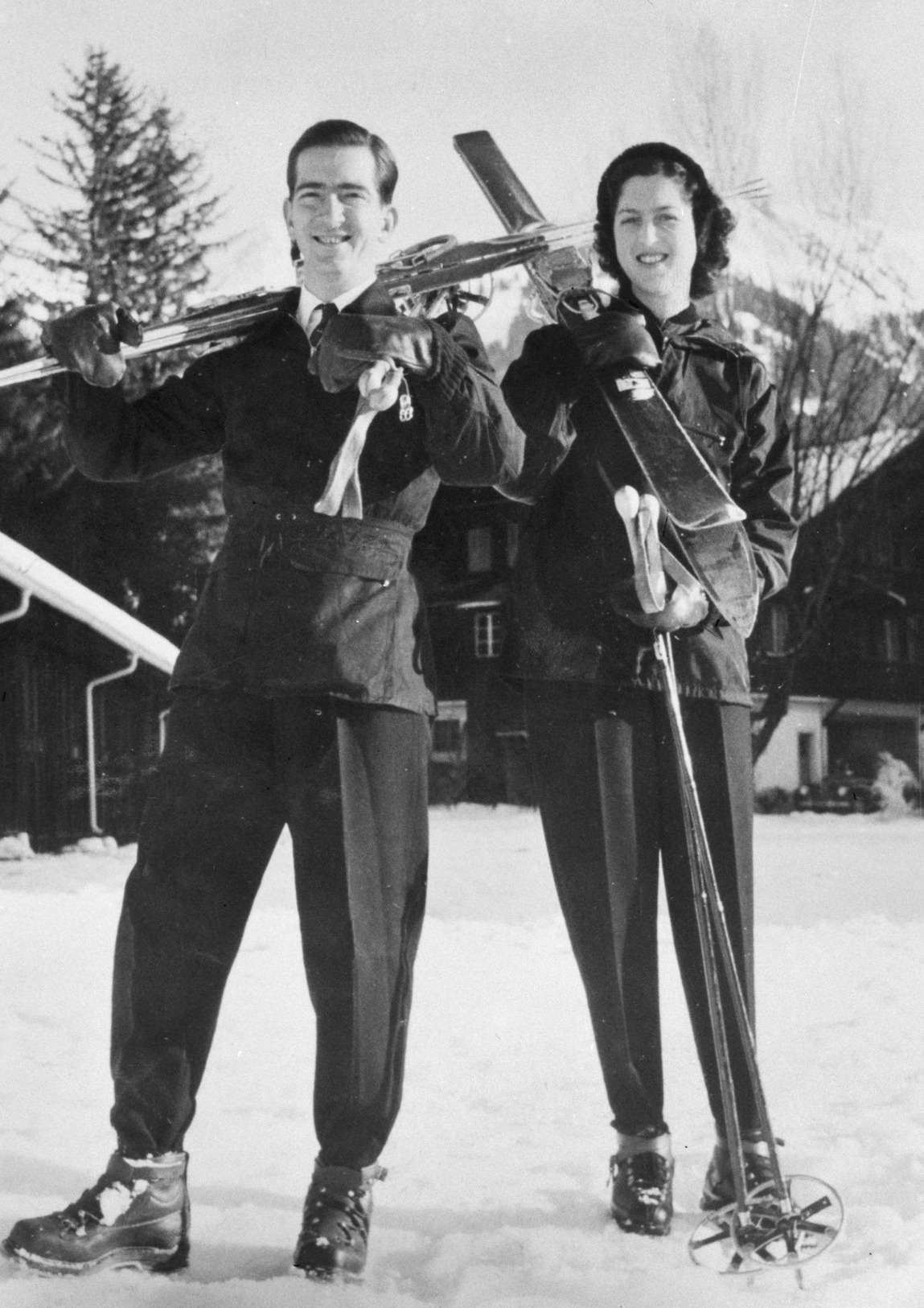
Nach Versöhnung mit ihrem Mann 1963 gemeinsam im Skiurlaub in Gstaad
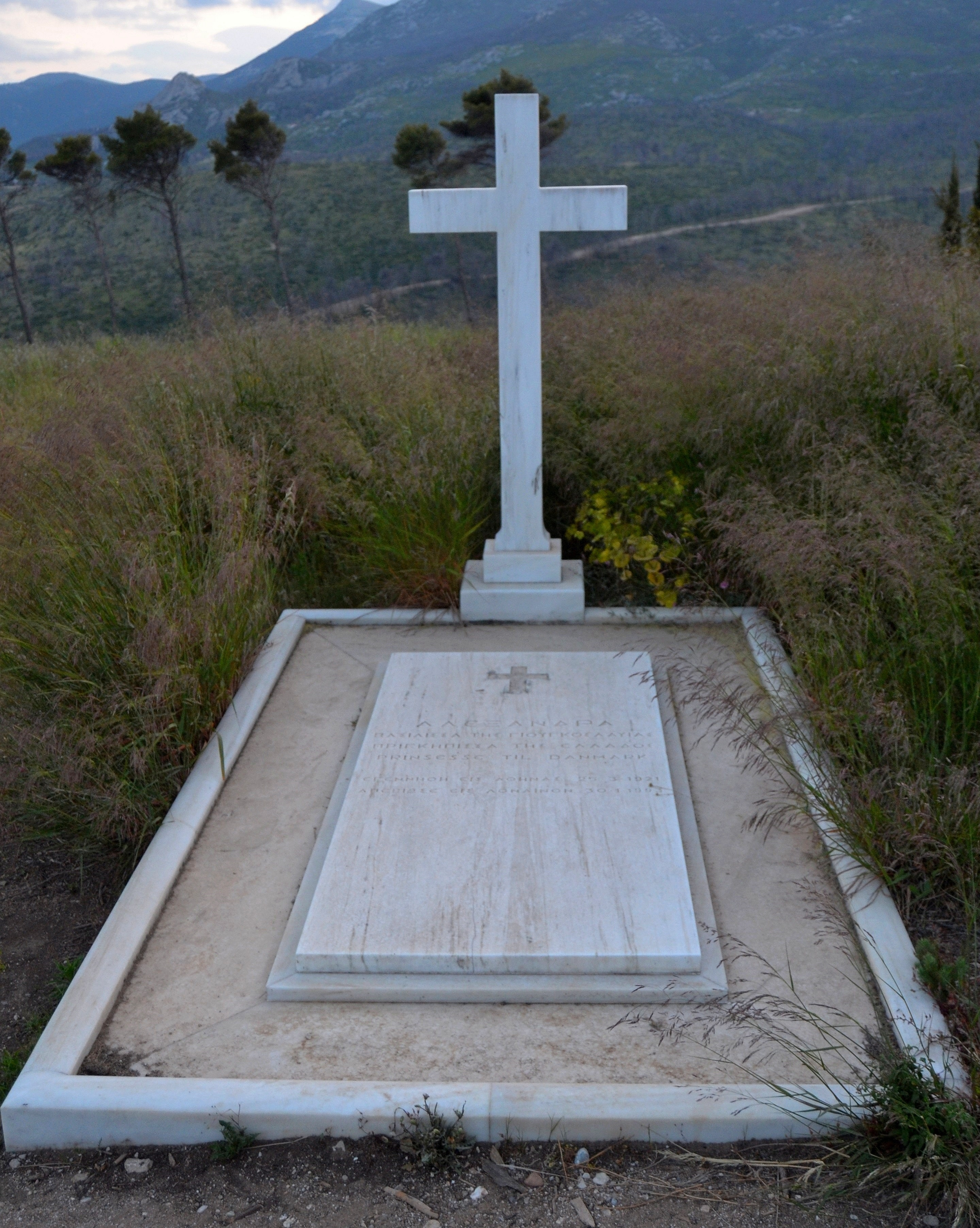
Ehemaliges Grab Alexandras von Jugoslawien in Tatoi
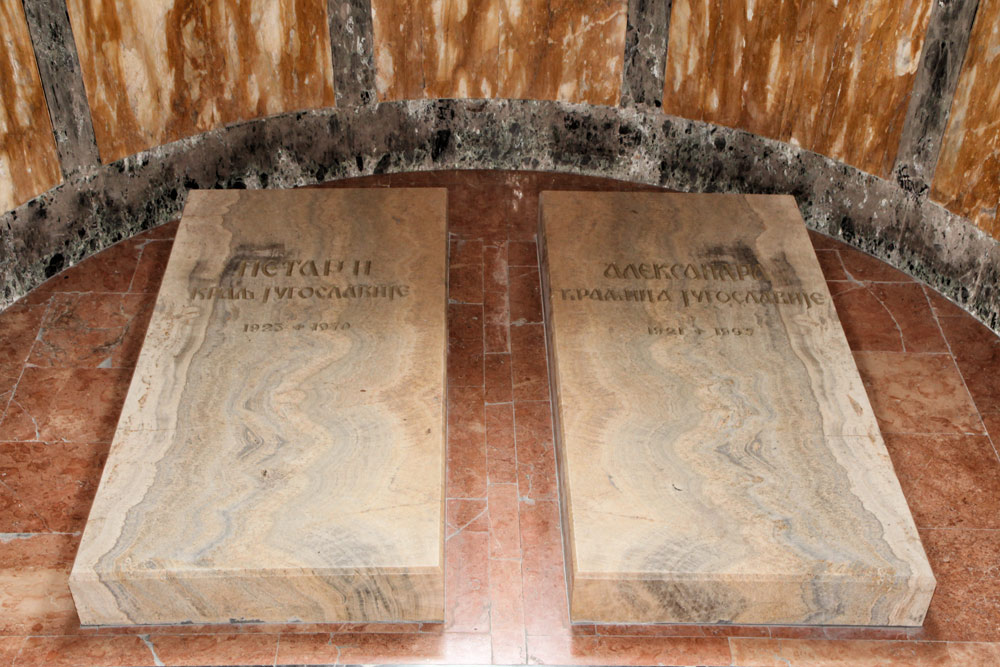
Grab in der Krypta der Kirche des Heiligen Georg auf dem Oplenac